# جوني ادمون
جوني ادمون (بالإنجليزية: Johnny Edmond)‏ هو لاعب كرة قدم موريشيوسي، ولد في 13 سبتمبر 1969 في موريشيوس. شارك مع منتخب موريشيوس لكرة القدم.

## وصلات خارجية
- جوني ادمون على موقع الاتحاد الدولي (مؤرشف)  (الإنجليزية)
- جوني ادمون على موقع قاعدة بيانات كرة القدم.إي يو (الإنجليزية)
- جوني ادمون على موقع ناشيونال فوتبول تيمز (الإنجليزية)